# 親愛芳鄰
《親愛芳鄰》是日本漫畫家筧秀隆創作的少年漫畫，於2004年3月號至2011年8月號在《月刊COMIC RUSH》連載。

## 登場角色

### 主要人物
有坂香月（聲：神田朱未）
本作的主角。高中1年級生（第8卷升為2年級生）。B罩杯。
神樂勇治（聲：吉野裕行、佐藤利奈（少年時期））
香月的青梅竹馬。高中1年級生（第8卷升為2年級生）。愛好是攝影。
有坂初音（聲：大原沙耶香）
香月的姐姐。高中2年級生（第8卷升為3年級生）。H罩杯。是個學習、運動、烹飪、性格等方面都堪稱完美的姐姐。
神樂茉莉惠（聲：葉月繪理乃）
勇治的妹妹。初中3年級生（第8卷升入高中）。
鈴原千早（聲：關山美沙紀）
香月在初中認識的好友。高中1年級生（第8卷升為2年級生）。使用關西腔。
磯川妮娜（聲：辻步美）
日美混血兒。茉莉惠的同班同學。初中3年級生（第8卷升入高中）。兩年前來到日本生活。D罩杯。

### 笹霞學院
結城小五郎（聲：谷山紀章）
在香月初中時期作為教育實習生來到笹霞學院。從研究所畢業後於鄉下擔任初中老師。第8卷中轉到笹霞學院擔任茉莉惠和妮娜的班主任。千早的遠房親戚。
町田洸介（聲：川田紳司）
香月和勇治的同學。高中1年級生（第8卷升為2年級生）。美宇的青梅竹馬。
芹澤美宇（聲：伊藤靜）
香月和勇治的同學。高中1年級生（第8卷升為2年級生）。洸介的青梅竹馬。
獅童亞璃紗（聲：佐藤利奈）
原作是游泳社的教練。電視動畫中是勇治、洸介和美宇的班主任。小五郎的大學同期。
大河內望巳（聲：江里夏）
原作是放送部的成員。電視動畫中是傳媒部的成員。
黑田朋世
香月和勇治的高中2年級生同班同學。於第8卷首次登場。向勇治告白後被對方以已經有喜歡的人而拒絕。
福永
香月和勇治的高中2年級生同班同學。於第8卷首次登場。

### STUDIO ARKS
東條葉彌
攝影工作室「STUDIO ARKS」的新進寫真集攝影師。勇治的後輩。於第5卷首次登場。
白井
「STUDIO ARKS」的人員之一。特徵是戴眼鏡和留著鬍子。
加賀見
「STUDIO ARKS」的人員之一。特徵是身材高大、長髮和戴著針織帽。
鹽見薰子
「STUDIO ARKS」的人員之一。葉彌大學時期的後輩。

### 其他人物
神樂順治
勇治和茉莉惠的父親。他是一名自由攝影師和尋寶家，目前正與妻子乃亞一同環遊世界。
神樂乃亞
勇治和茉莉惠的母親。
老媽
本名不明。千早的母親。
梨亞
乃亞的姐姐。美山神社的巫女。

## 出版書籍
| 卷數 | JIVE           | JIVE                                                          | 東立出版社     | 東立出版社             |
| 卷數 | 發售日期       | ISBN                                                          | 發售日期       | ISBN                   |
| ---- | -------------- | ------------------------------------------------------------- | -------------- | ---------------------- |
| 1    | 2004年12月13日 | ISBN 4-86176-054-2                                            | 2007年8月10日  | ISBN 978-986-10-0432-7 |
| 2    | 2005年6月13日  | ISBN 4-86176-159-X                                            | 2007年8月16日  | ISBN 978-986-10-0433-4 |
| 3    | 2006年1月15日  | ISBN 4-86176-266-9                                            | 2007年10月15日 | ISBN 978-986-10-0434-1 |
| 4    | 2006年7月15日  | ISBN 4-86176-311-8（通常版） ISBN 4-86176-312-6（特別限定版） | 2007年11月16日 | ISBN 978-986-10-0435-8 |
| 5    | 2007年1月15日  | ISBN 978-4-86176-364-9                                        | 2008年2月13日  | ISBN 978-986-10-0436-5 |
| 6    | 2007年9月15日  | ISBN 978-4-86176-429-5                                        | 2008年3月20日  | ISBN 978-986-10-0730-4 |
| 7    | 2008年3月15日  | ISBN 978-486176-498-1                                         | 2008年9月24日  | ISBN 978-986-10-1566-8 |
| 8    | 2008年10月13日 | ISBN 978-4-86176-574-2                                        | 2009年2月9日   | ISBN 978-986-10-2685-5 |
| 9    | 2009年6月14日  | ISBN 978-4-86176-673-2                                        | 2009年10月17日 | ISBN 978-986-10-3932-9 |
| 10   | 2009年12月13日 | ISBN 978-4-86176-739-5                                        | 2010年4月6日   | ISBN 978-986-10-4986-1 |
| 11   | 2010年7月15日  | ISBN 978-4-86176-776-0                                        | 2011年2月15日  | ISBN 978-986-10-6112-2 |
| 12   | 2010年12月13日 | ISBN 978-4-86176-806-4                                        | 2011年7月6日   | ISBN 978-986-10-7050-6 |
| 13   | 2011年7月15日  | ISBN 978-4-86176-853-8                                        | 2012年3月25日  | ISBN 978-986-10-8395-7 |

| 卷數 | JIVE | JIVE          | JIVE               | 東立出版社            | 東立出版社   | 東立出版社             |
| 卷數 | 書名 | 發售日期      | ISBN               | 書名                  | 發售日期     | ISBN                   |
| ---- | ---- | ------------- | ------------------ | --------------------- | ------------ | ---------------------- |
| 全   |      | 2006年7月15日 | ISBN 4-86176-315-0 | 親愛芳鄰小說 茉莉惠篇 | 2011年1月5日 | ISBN 978-986-10-2202-4 |

## 電視動畫

### 製作人員
- 導演、系列構成：
- 人物設定、總作畫導演：越智信次
- 道具設計：渡邊義弘
- 概念設計：阿部達也
- 顧問：西村聰
- 美術導演：渡邊三千惠
- 色彩設計：藤川耕輔
- 攝影導演：田邊克司
- 編輯：田中恒嗣
- 音樂：菊谷知樹
- 音響導演：明田川仁
- 製作人：崎山貴弘、山中隆弘
- 動畫製作人：安西武、西岡大輔
- 動畫製作：童夢
- 製作：

### 主題曲
片頭曲
「DRAMATIC☆GIRLY」
作詞：兒玉沙織 / 作曲、編曲：菊谷知樹 / 歌：神田朱未、大原沙耶香、葉月繪理乃、關山美沙紀、辻步美
片尾曲
（第1話－第12話）
作詞：渡邉美佳 / 作曲：中島大輔 / 編曲：河合英嗣 / 歌：神田朱未、大原沙耶香
（第13話）
作詞、作曲：宮島律子 / 編曲：大久保薰 / 歌：神田朱未

### 各話標題
| 話數 | 日文標題 | 劇本       | 分鏡     | 演出              | 作画監督        |
| ---- | -------- | ---------- | -------- | ----------------- | --------------- |
| 1    |          | 久保田雅史 |          | 三芳唯稀          | 越智信次        |
| 2    |          | 久保田雅史 |          |                   | 清丸悟          |
| 3    |          | 青島崇     | 堀之内元 | 柳伸亮            | 杉本功          |
| 4    |          | 平見瞠     |          | 高山秀樹          | 柳瀬譲二        |
| 5    |          | 西村聡     |          | 畑博之            | 大河原晴男      |
| 6    |          | 久保田雅史 | 太田雅彦 | 三芳唯稀          | 石川洋一        |
| 7    |          | 青島崇     |          |                   | 清丸悟          |
| 8    |          | 平見瞠     | 畑博之   | 畑博之            | 定井秀樹        |
| 9    |          | 久保田雅史 | 堀之内元 | 高山秀樹          | 柳瀬譲二        |
| 10   |          | 青島崇     |          | 柳伸亮            | 大河原晴男      |
| 11   |          | 青島崇     |          |                   | 杉本功          |
| 12   |          | 久保田雅史 | 太田雅彦 | 畑博之 三宅雄一郎 | 清丸悟 定井秀樹 |
| 13   |          | 久保田雅史 | 堀之内元 |                   | 越智信次        |

## 外部連結
- 電視動畫官方網站 （日語）